# 買台麥金塔

Get a Mac国际版中約翰·霍奇曼飾演的PC(左)和賈斯汀·隆飾演的Mac(右)

買台麥金塔（英文：Get a Mac）是苹果公司从2006年至2009年播放的一套苹果电脑广告。

## 概说
Get a Mac由蘋果公司的廣告機構TBWA的媒體藝術室負責製作。這個廣告有在美國、加拿大、澳洲、紐西蘭、英國、法國、德國以及日本等國家的電視頻道中播出。同时也在苹果公司的网站上播放。
這系列的廣告中每一集大多都依循著一個模式：白色的背景，兩個主角，一個為穿著休闲服的「Mac」，以及一個西服革履的「PC」，「Mac」會先說：「哈囉，我是Mac。」（Hello, I'm a Mac.），「PC」則會接著說：「而我是PC。」（And I'm a PC.），之後就會開始一段長度約30秒的短劇。兩個主角都是將電腦模擬為人的角色：「Mac」是一個運行Mac OS X作業系統的蘋果電腦，而「PC」則是一個運行Windows作業系統的個人電腦。兩個人所表演的短劇之對話通常是兩個作業系統中優劣的比較，例如易用性，可靠性，相互间的可移植性，甚至于系统开发企业对用户的承诺。片尾则会固定的出现一款苹果公司最近的主打电脑产品。
尽管这个广告的讽刺对象是PC。但是很明显的它在暗示PC上使用的Windows操作系统，而不是同样可以运行在PC上的Unix和Linux操作系统（Mac OS X本身就是一种Unix）。某些时候苹果会故意在微软发布新产品的时候放出有针对性的讽刺广告。
在通常的版本中，由影星贾斯丁·隆饰演苹果电脑，而脱口秀主持人约翰·霍奇曼则扮演PC。
苹果也针对特定国家制作专门的版本，例如英国版和日本版。在这些版本中苹果机和PC的角色都由本地的演员担任，内容有些和国际版的不同。英国版的长度为40秒，比国际版稍长。英国版由戴维·米切尔饰演PC，罗伯特·韦伯饰演Mac。日本版由喜剧组合Rahmens饰演Mac和PC。

## 反响

### 社会评价
Get a Mac广告自开始播出就取得了强烈的反响。西服革履的PC代表着死板和沉闷，休闲装的Mac则代表自由和轻松的生活。这两种强烈的反差往往促使消费者选择Mac而不是PC。
2007年，Get a Mac获得了艾菲奖。在2009年又获得了《广告周刊》的21世纪初十年最佳广告活动奖。

#### 批评
但是Get a Mac的攻击性风格也惹来了不少批评。有些人指出广告中对于PC的攻击显得苹果"缺乏气量"。这种批评在日本尤其强烈，因为传统上日本很排斥通过贬低竞争对手来提升自家产品的广告类型。而Get a Mac恰好就是此类广告。
也有计算机安全专家批评Get a Mac广告对于苹果电脑安全性的描述夸大其词。现在已经有了针对Unix和Linux的电脑病毒和木马程序，Mac自然也是目标之一。

### Mac和PC的差異
許多電腦專家曾為了PC，即個人電腦這詞的定義爭執，而這引出了一個問題：Mac和PC有什麼差異？PC Magazine雜誌主編Lance Ulanoff在該雜誌於2008年的一個專欄中寫道：
|  | 當然，如果這樣的話這些廣告的效用會弱上許多，因為消費者可能會了解到蘋果試圖推銷的差異點，其實並不如蘋果想讓你相信的那麼大。 |

### 微软的反应
2008年，微软开始制作一套名为I'm a PC（我是PC）的类似广告来反击苹果。所不同的是广告内容是PC使用者的陈述。不过这套广告的反响并不好，甚至爆出广告其实为苹果电脑制作的尴尬新闻。Needham &Company投行的Charlie Wolf认为苹果电脑份额的提升和光圈效应有关，iPod的用户爱屋及乌对苹果电脑产生兴趣是销售增长的原因。

## 模仿
任天堂曾经制作过对比Wii游戏机和PS3的广告，使用的也是Get a Mac的模式。相似的例子还有Novell的Linux广告和加拿大的一个竞选广告。

## 终止
自2009年10月之后，Get a Mac系列广告就再也没有更新。2010年4月，广告中饰演Mac的影星贾斯丁·隆在采访中表示，他已经接到消息，这个系列的广告“可能已经终结”。同时苹果将广告的官方网页撤下，换成另一套"Why You'll Love a Mac"的新宣传计划。

## 外部連結
- TBWA \ Chiat \ Day （页面存档备份，存于）